# Cratere Tuyara
Tuyara  è un cratere sulla superficie di Venere.